# Autobusy w Budapeszcie
Autobusy w Budapeszcie − system komunikacji autobusowej działający od 1915 roku w Budapeszcie, stolicy Węgier.

## Historia
W 1832 roku na ulice Budy po raz pierwszy wyruszył omnibus konny. Kursował od przyszłego Mostu Łańcuchowego do Zugliget (pod najwyższą górą Budapesztu - Górą Jana). Jeździł aż do 1929 r., choć później już jako atrakcja turystyczna.
7 marca 1915 r. uruchomiono pierwszą linię autobusową, która kursowała po al. Andrássy’ego i al. Bajcsy Zsilinszky’ego (wówczas al. Wilhelma I, cesarza Niemiec) do parku Városliget. Linią zarządzała spółka Székesfővárosi Közlekedési Vállalat (SzKV, Stołeczne Przedsiębiorstwo Komunikacyjne). Pół roku później z powodu dużego zainteresowania linię nawet przedłużono, ale trudności w zaopatrzeniu w części i w paliwo zmusiły do rezygnacji z pomysłu w r. 1917.
Autobusy wyjechały ponownie na ulice Pesztu w 1921 r. Trudności paliwowe spowodowały, że były to wozy akumulatorowe. W 1923 r. powstała spółka zarządzająca autobusami – Székesfővárosi Autóbusz Üzem (SzAÜ, Stołeczne Zakłady Autobusowe). Rok później autobus pojawił się też w Budzie: linia kursowała z pl. Vörösmarty (stacja końcowa linii metra M1) przez Most Łańcuchowy i tunel pod Wzgórzem Zamkowym do Krisztinaváros (koło Dw. Déli). W 1925 r. miasto miało już 37 wozów (wszystkie węgierskie – z MÁVAG-u i z zakładów „Rába” w Győr).
Z powodu rosnącej liczby autobusów, w 1928 r. działalność SzAÜ wspomogła spółka Budapesti Autóbuszközlekedési Rt. (Budapeszteńska Komunikacja Autobusowa S.A.). Dwa lata później zarząd nad autobusami przeszedł w ręce BSzKRt, która m.in. likwidowała linie tramwajowe w wąskich uliczkach na przedmieściach i wprowadzała tam autobusy. Wymieniała też wozy z silnikami benzynowymi na tańsze z silnikami dieslowskimi. W 1937 r. oficjalną barwą budapeszteńskich autobusów stał się kolor niebieski boków i biały (później szary) dachów.
Po II wojnie światowej rozbito BSzKRt na kilka firm (1949 r.). Autobusami zajęły się zakłady FAÜ (Fővárosi Autóbuszüzem – Stołeczne Zakłady Autobusowe). W 1955 r. na ulicach Budapesztu pojawiły się pierwsze Ikarusy (z serii 30).
W 1960 r. inżynierowie FAÜ zaprojektowali autobus przegubowy, który wykonano w warsztatach zakładów. Część przednia z silnikiem pochodziła od Ikarusa 60, zaś tylna – od MÁVAG Tr 5 (późniejsze – również z Ikarusa 60).
W 1969 r. autobusy przeszły pod zarząd BKV.

## Linie dzienne
W poniższym spisie litera E oznacza kurs pośpieszny, litera M z numerem – linię metra, skrót HÉV z numerem – linię kolejki podmiejskiej HÉV, skrót MÁV – stację kolejową:

## Linie nocne
W poniższym spisie litera M z numerem – linię metra, skrót HÉV z numerem – linię kolejki podmiejskiej HÉV, skrót MÁV – stację kolejową:

## Tabor
Linie autobusowe są obsługiwane przez następujące pojazdy, parkujące w 6 zajezdniach:

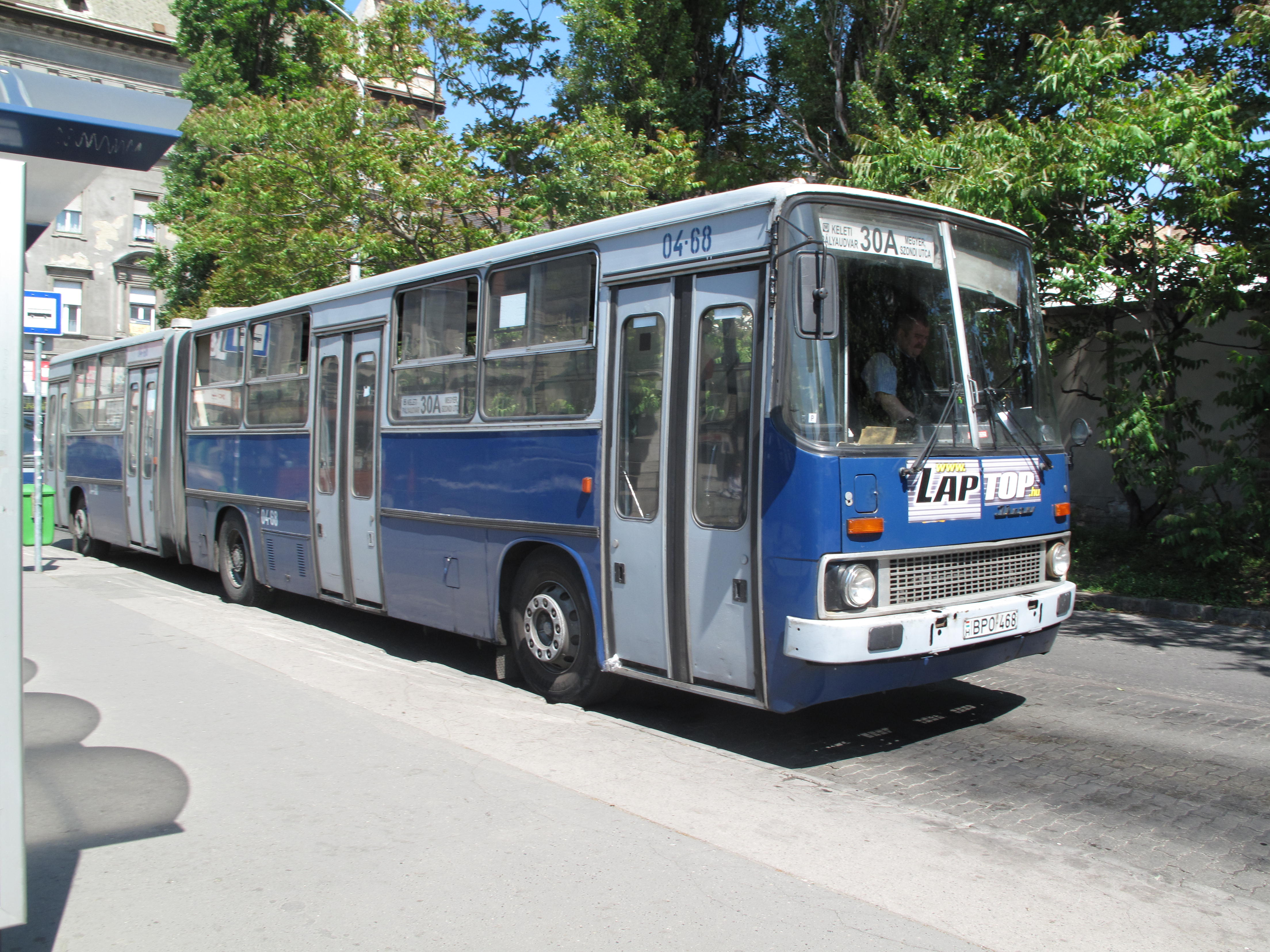
Ikarus 405: 43 szt., z l. 1994-95
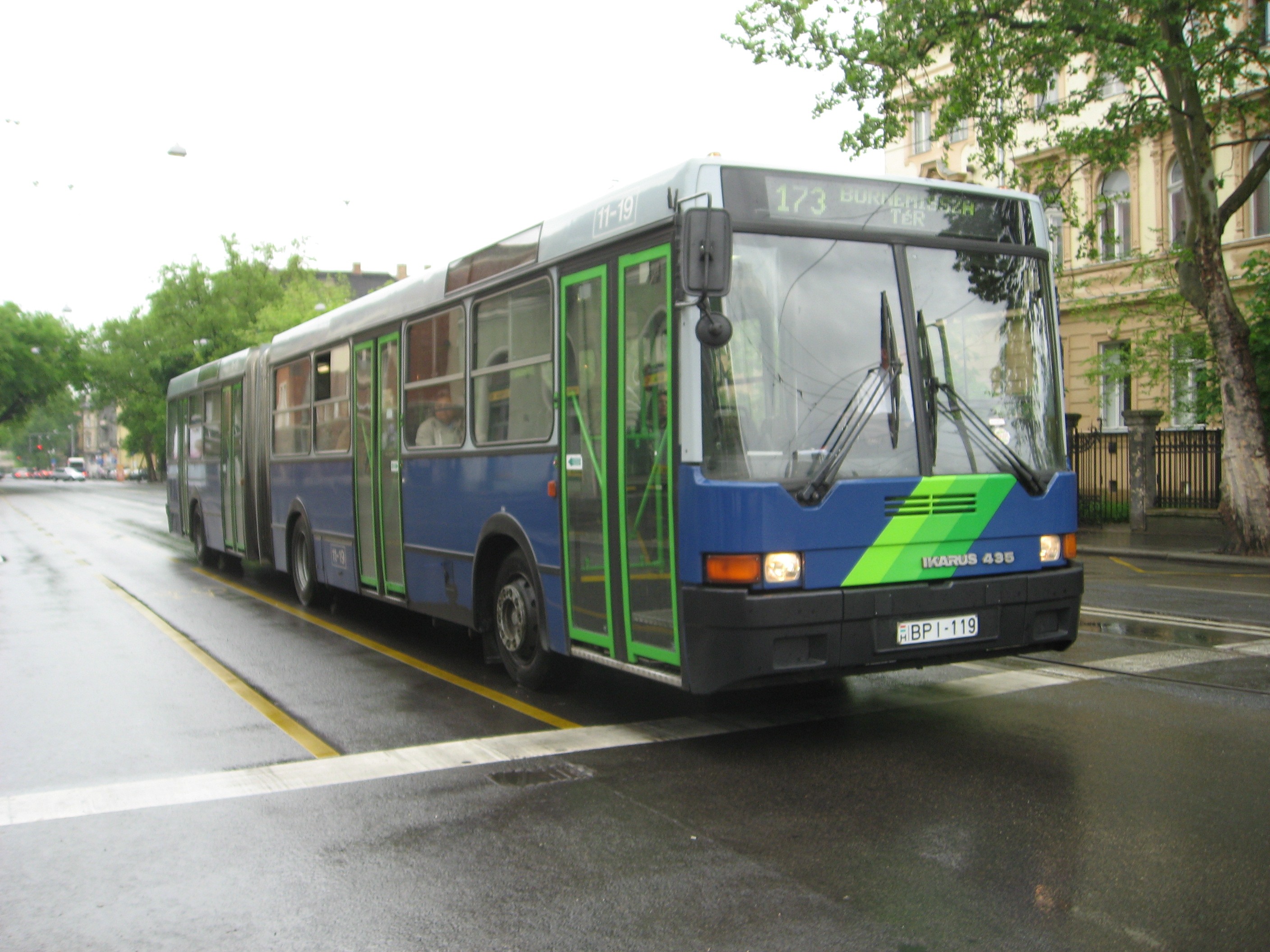
Ikarus 260: 401 szt., z l. 1983-92 i 1998-99
- Ikarus 263: 5 szt., z r. 1999
- Ikarus 412: 114 szt., z l. 1999-2001
- Ikarus 415: 164 szt., z l. 1987-88 i 1992-94
- Ikarus 280: 286 szt., przegubowy, z l. 1986-93
- Ikarus 435: 171 szt., przegubowy, z l. 1993-96
- Ikarus Agora: 1 szt., przegubowy, z r. 2002
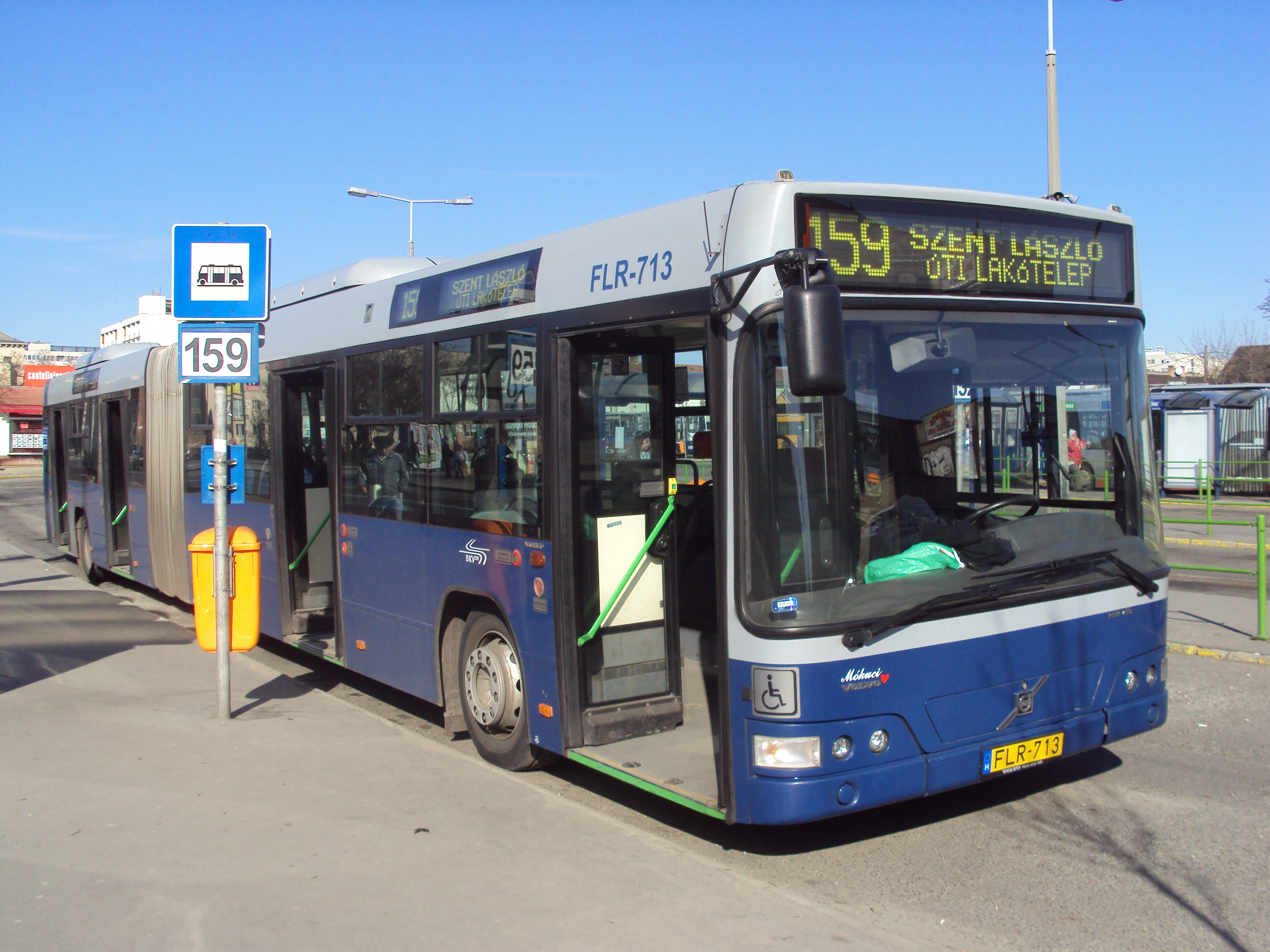
Volvo 7700: 150 szt., przegubowy, z l. 2004-06
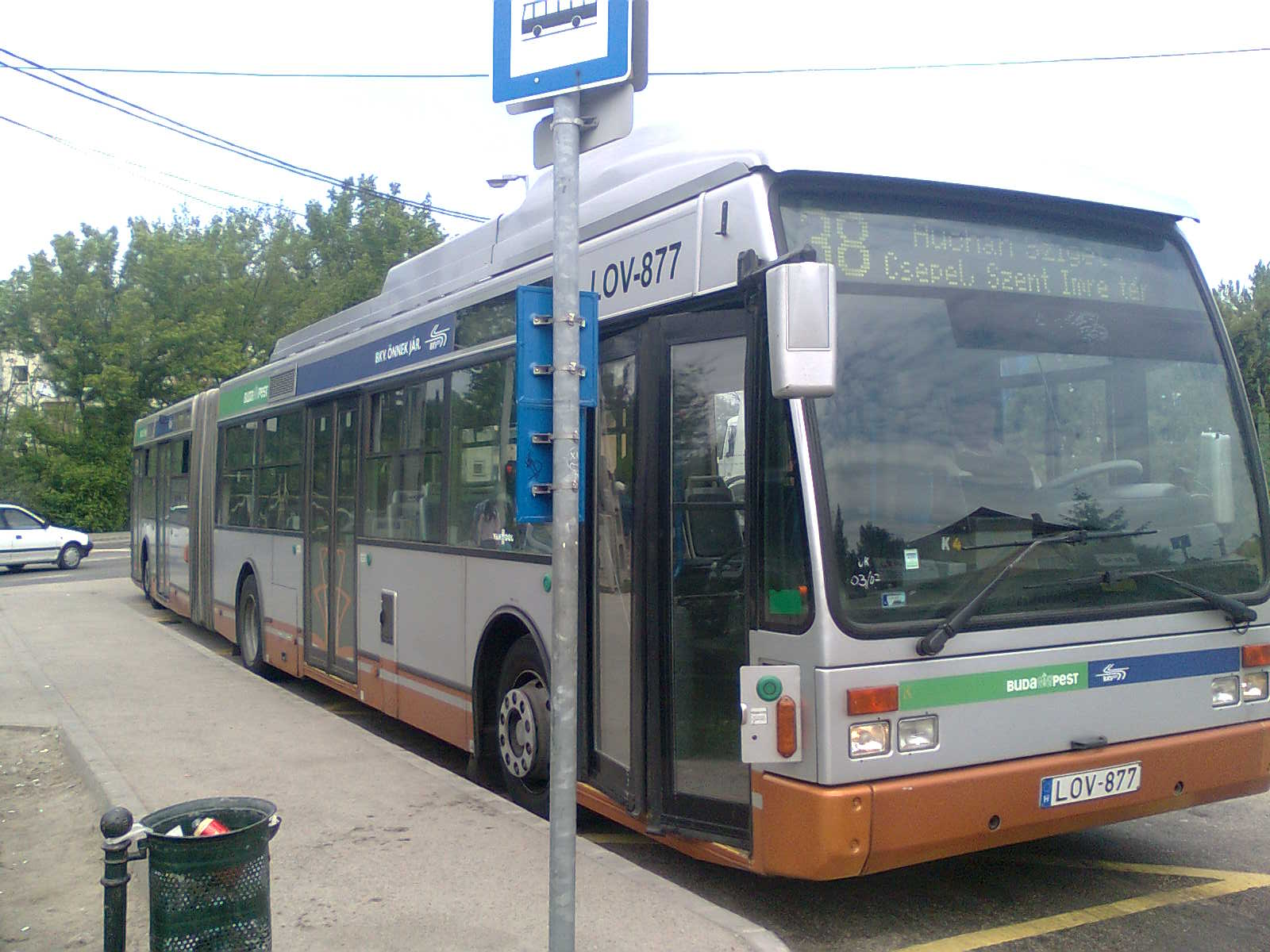
VanHool A300: 13 szt., z r. 2000 (prod. belgijskiej)
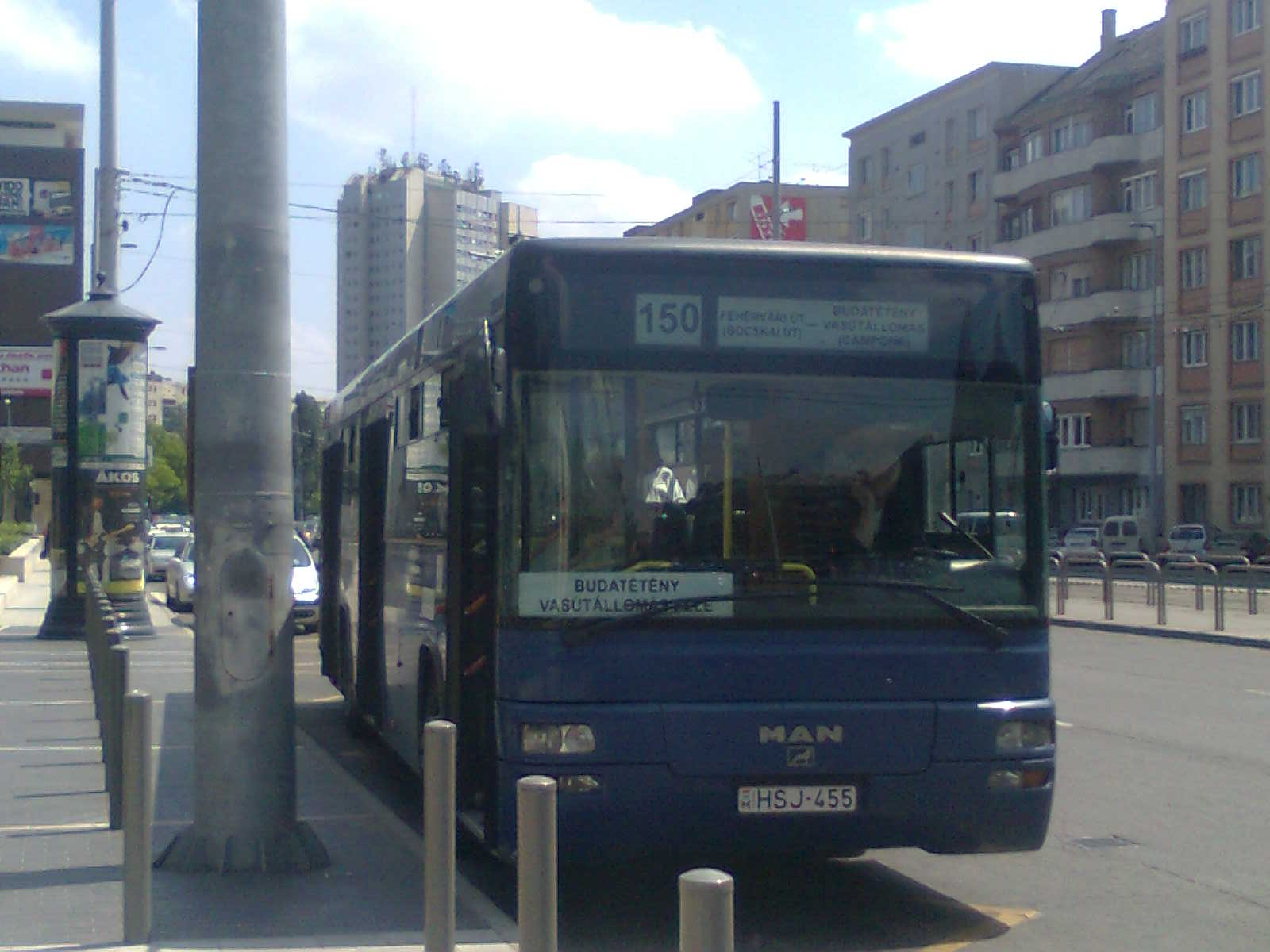
Man SL223

- VanHool AG300: 32 szt., przegubowy, z l. 2000-01

a dodatkowo w firmach prywatnych, podległych BKV:
- Volvo Alfa Localo: 29 szt. z l. 2005-07 w Volán Nógrád, 52 szt. z l. 2006-07 w VT-Transman Kft.
- MAN SL223: 35 szt. z r. 2001 w VT-Transman Kft.
- Mercedes Citaro: 2 szt. w Volánbusz Zrt.

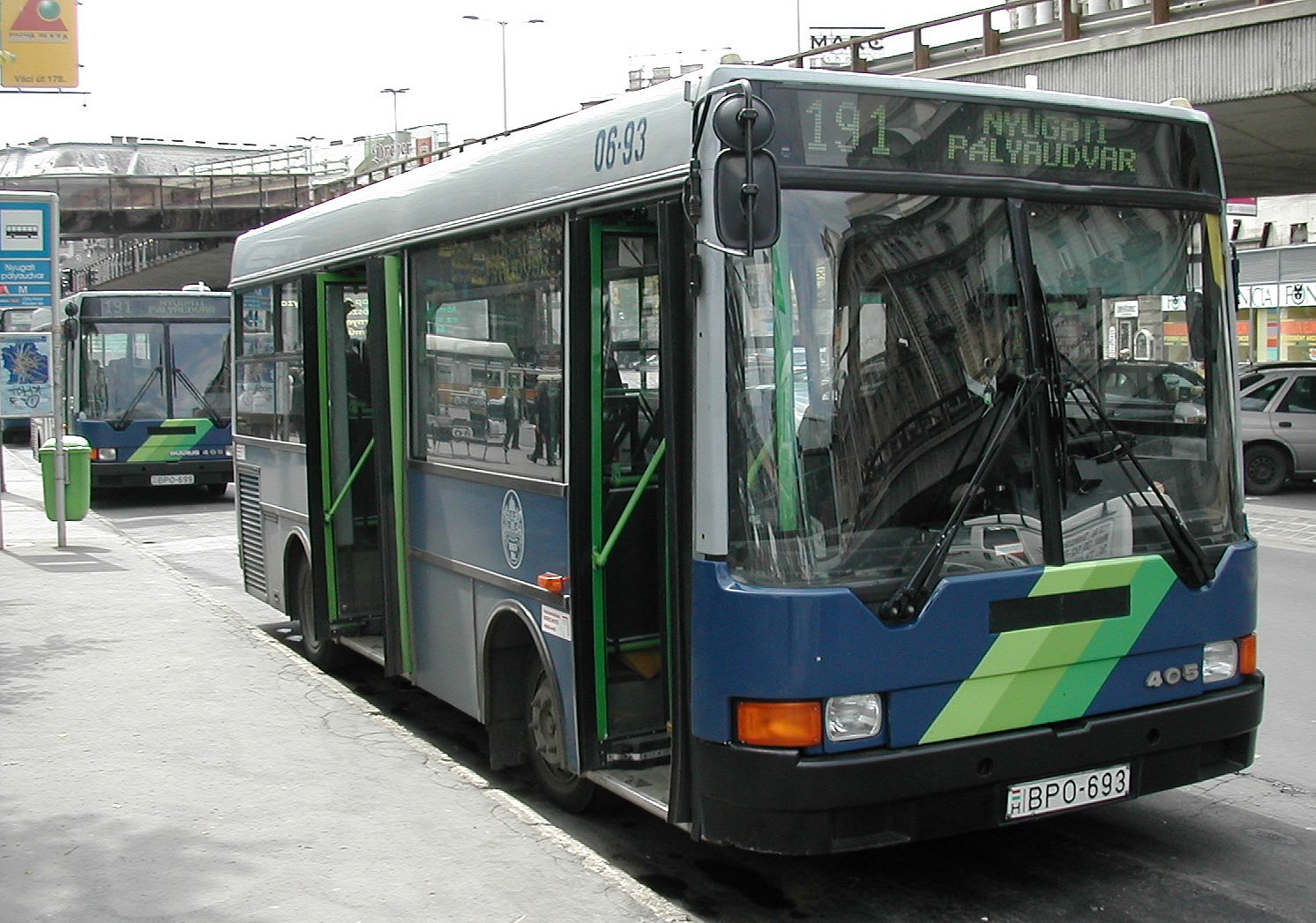
Ikarus 405
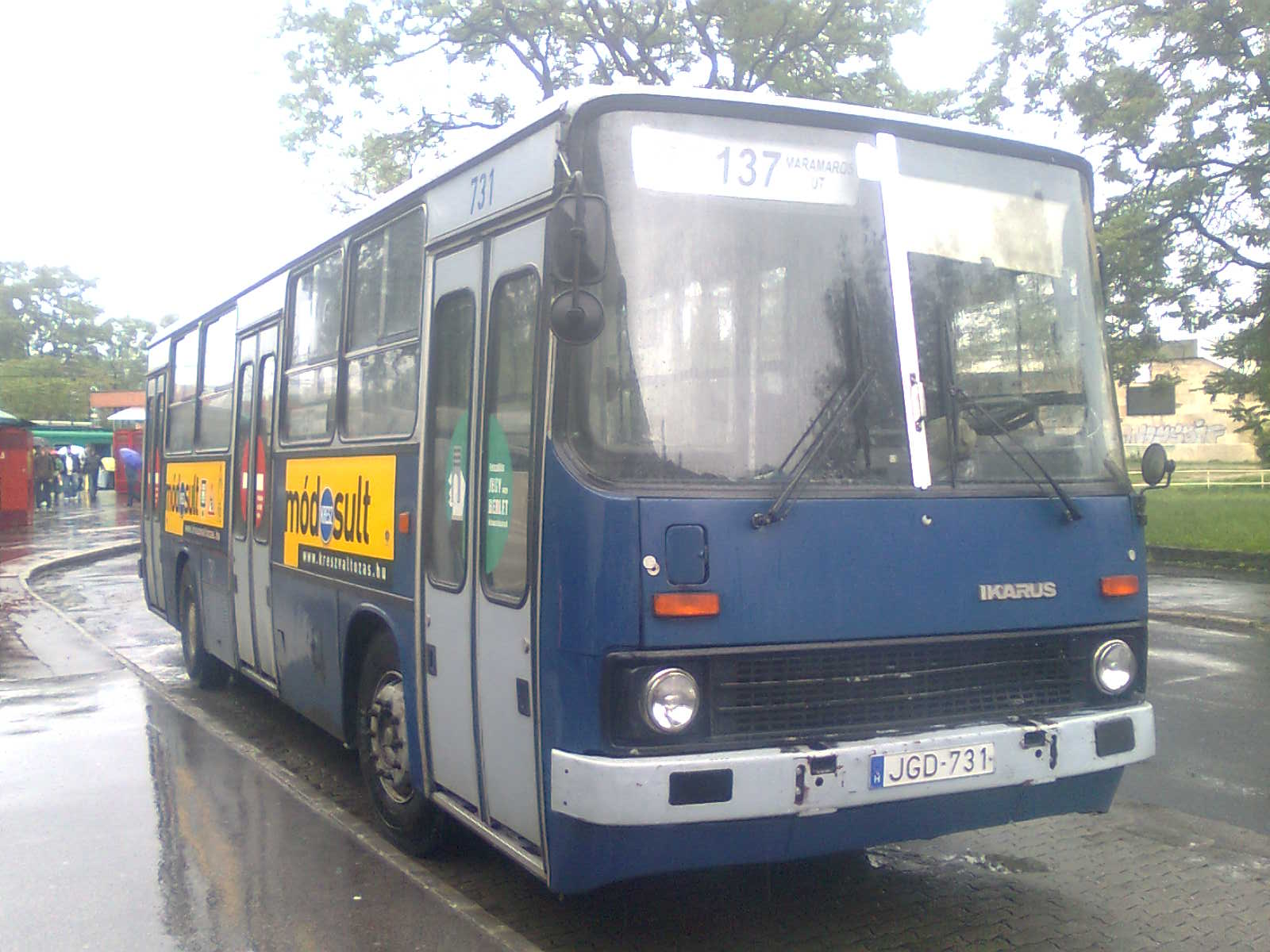
Ikarus 260
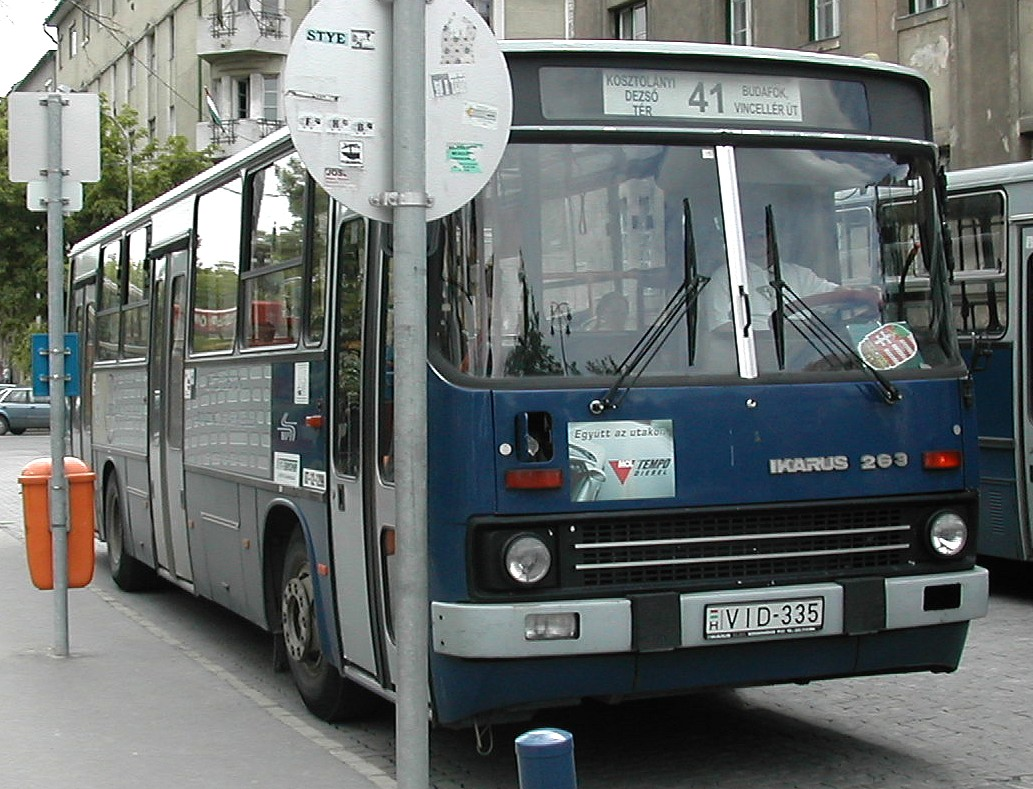
Ikarus 263
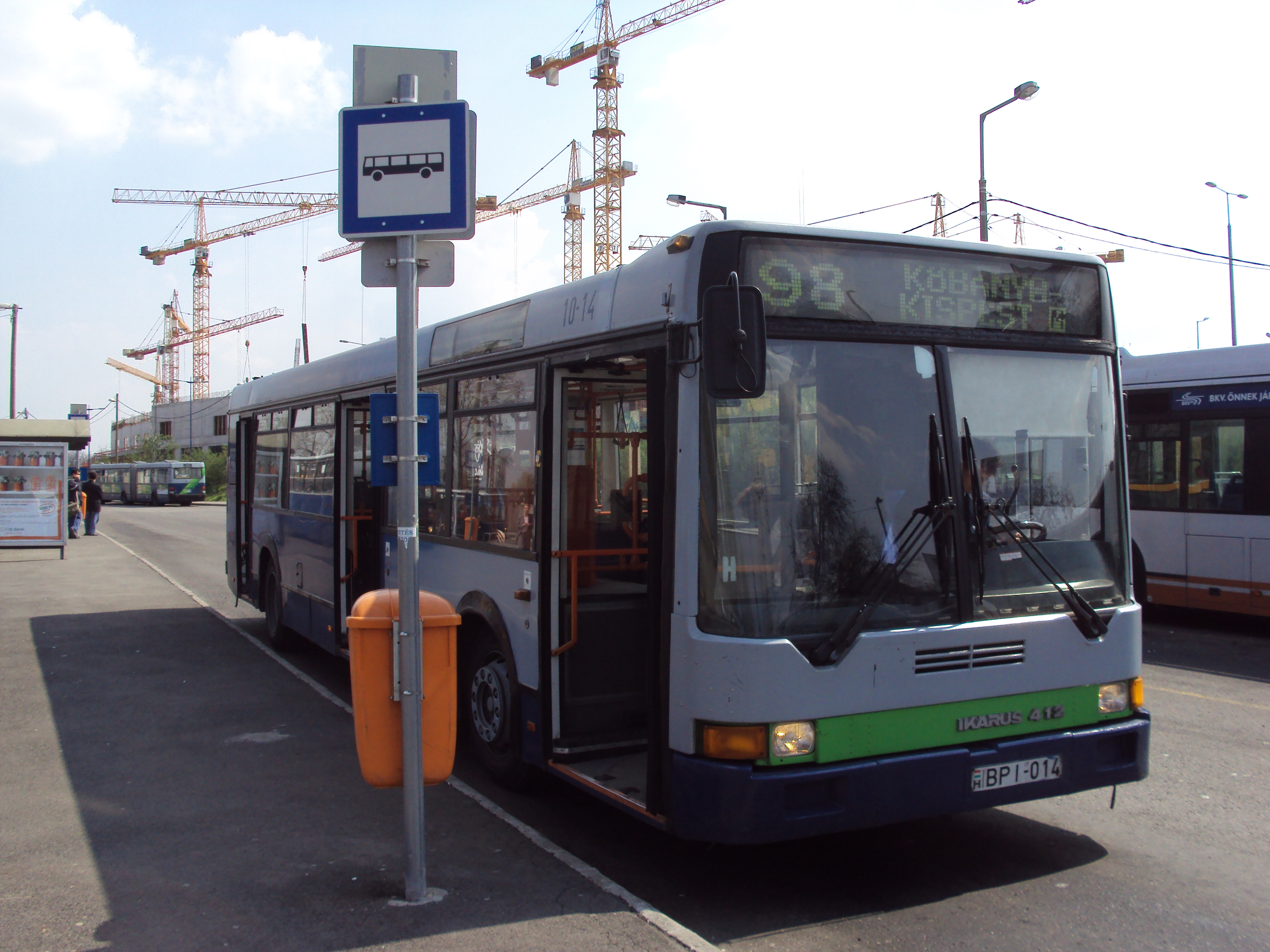
Ikarus 412
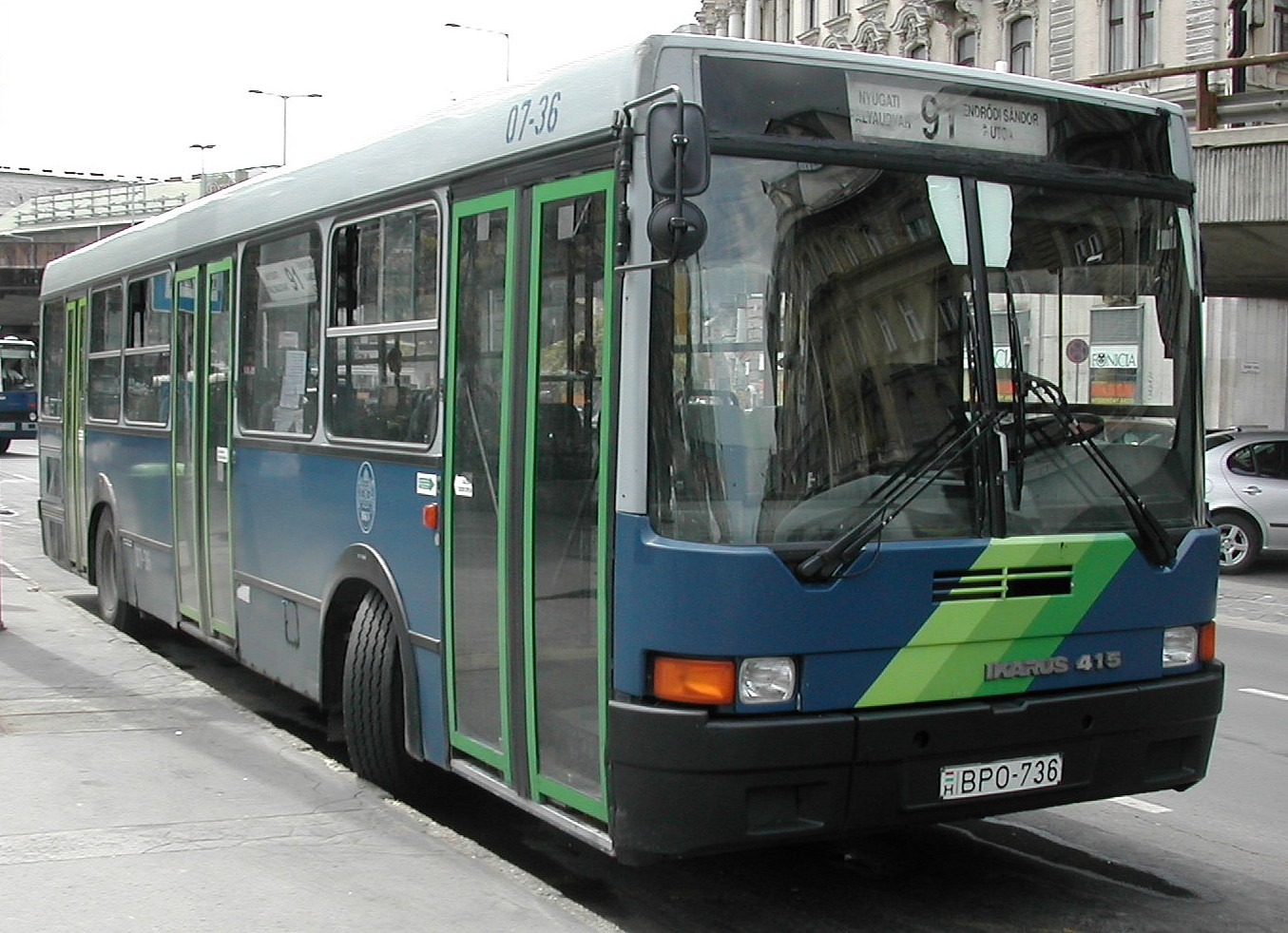
Ikarus 415

- Ikarus 280
- Ikarus 435
- Volvo 7700
- VanHool AG300
- Man SL223